# Новый зритель
«Новый зритель» — советский еженедельный журнал. Выпускался в г. Москве в 1924—1929 гг. Первоначально — печатный орган Московского отдела народного образования, с 1927 года — «Еженедельник театра, кино, музыки, эстрады и цирка», с 1928 года — орган Мосгубполитпросвета и Управления московскими зрелищными предприятиями. В 1929 году был объединен с журналом «Современный театр».